# Diòscor (jurista)
Diòscor (Dioscorus, Διόσκοριος) fou un jurista romà d'Orient, togatus del fòrum pretorià; fou també un dels comissionats nomenats per Justinià I el 528 per compilar el Constitutionum Codex.